# В'яно
В'яно (італ. Viano) — муніципалітет в Італії, у регіоні Емілія-Романья, провінція Реджо-Емілія.
В'яно розташовані на відстані близько 340 км на північний захід від Рима, 60 км на захід від Болоньї, 18 км на південь від Реджо-нелль'Емілії.
Населення — 3405 осіб (2014).
Покровитель комуни— Христос Спаситель.

## Демографія
Населення за роками:

Станом на 1 січня 2023 року в муніципалітеті офіційно проживало 208 іноземців з 36 країн, серед них 55 громадян країн Євросоюзу та 32 громадяни України.

## Сусідні муніципалітети
- Альбінеа
- Баїзо
- Карпінеті
- Казіна
- Кастелларано
- Скандіано
- Веццано-суль-Кростоло